# Harold Henning
Harold Henning (Johannesburg, 30 oktober 1934 - Florida 1 januari 2004) was een Zuid-Afrikaanse golfprofessional.

## Carrière
In 1953 werd Henning professional. In 1955 verloor Henning in het Egyptisch Matchplay Kampioenschap de finale van Gary Player en in 1965 won hij met hem de World Cup. Daarna ging hij op de Amerikaanse PGA Tour spelen. Daar won hij twee toernooien: de Texas Open Invitational (1966) en het Tallahassee Open (1970). Bij het Tallahassee Open waren zijn laatste holes birdie-eagle-birdie. In 1972 trok hij zich zes jaar lang terug uit het wedstrijdcircuit.
In Nederland won hij in 1981 het KLM Open op de Haagsche Golf. In 1984 bereikte hij de leeftijd om mee te spelen op de PGA Seniors Tour (nu Champions Tour), waar hij 18 jaar lang speelde en nog vijf overwinningen bijhaalde.

## Gewonnen

### Amerikaanse PGA Tour
- 1966: Texas Open Invitational
- 1970: Tallahassee Open Invitational

### Europese PGA Tour
- 1981: KLM Dutch Open

### Elders
- 1957: South African Open, Italian Open
- 1958: Daks Tournament (tie met Peter Thomson), Transvaal Open
- 1959: Western Province Open
- 1960: Swiss Open
- 1962: South African Open
- 1964: Swiss Open, Pringle of Scotland Tournament
- 1965: South African PGA Championship, Swiss Open, German Open
- 1966: South African PGA Championship, Malaysian Open
- 1967: South African PGA Championship
- 1972: South African PGA Championship

### US Senior PGA Tour
- 1985: Seiko-Tucson Senior Match Play Championship
- 1988: GTE Classic
- 1991: First of America Classic

## Teams
- 1965: World Cup (met Gary Player)
- 1989: Liberty Mutual Legends of Golf (met Al Geiberger)
- 1993: Liberty Mutual Legends of Golf

## Trivia
- In totaal heeft hij ruim vijftig overwinningen op zijn naam staan.
- In 1963 kreeg hij £10.000 voor een hole-in-one tijdens de Esso Golden opMoor Park.
- Henning overleed in Florida op 69-jarige leeftijd. Hij had pancreaskanker.